# Sturlungatiden
Sturlungatiden (Islandsk: Sturlungaöld) var en 42 til 44 år lang periode i midten af det 13. århundredes Island præget af nogle af de mest blodige interne stridigheder i øens historie. Tiden er skildret i Sturlungasaga.
Konflikterne var mellem magtfulde høvdinge, goder, der samlede tilhængere og udkæmpede slag mod hinanden. Perioden er opkaldt efter Sturlungerne, tidens mægtigste regerende familieklaner. Ved periodens afslutning ophørte den den islandske fristat med at eksistere, og Island blev en vasalstat under Norge.
Historikere betragter almindeligvis år 1220 som det første år i Sturlungatiden, omend nogle ønsker at flytte periodens begyndelse for også at omfatte Slaget ved Víðines i 1208. Nogle få familieklaner havde konsolideret magten over landet: Haukdælir af Árnesþing, Oddaverjar af Rangárþing, Ásbirningar af Skagafjörður, Vatnsfirðingar af Ísafjörður, Svínfellingar af Austurland og Sturlungar af Hvammur i Dalir.
Kong Håkon 4. Håkonsson af Norge søgte på samme tid at udvide sin indflydelse på Island. Mange islandske høvdinge blev den norske konges vasaller og forpligtede sig til at gøre som han ønskede. Til gengæld fik de gaver, tilhængere og prestige. På den måde blev de mægtigste islandske høvdinge snart afhængige af kongen af Norge.

## Goder
I den islandske fristat var magten fordelt mellem lokale høvdinge kaldet goder. Øen var reelt opdelt i fire dele. Hver landsdel omfattede ni herredømmer bestyret af en gode, såkaldte godedømmer. Den nordlige landsdel havde yderligere tre godedømmer på grund af dens størrelse. Alt i alt var der 39 godedømmer.
Goderne beskyttede landmændene, der boede i deres territorium og udmålte erstatningskrav eller hævn, hvis deres tilhængeres rettigheder blev krænket. Til gengæld svor landmændene troskab til goden, både ved at støtte ham med deres stemme i Altinget og om nødvendigt ved at gribe til våben mod hans fjender.
Godernes magt var hverken permanent eller arvelig. Deres status tilfaldt dem ved en blanding af respekt, ære, indflydelse og rigdom. Goderne måtte hele tiden bevise deres kvaliteter som ledere ved enten at forære deres tilhængere gaver eller holde store fester. Blev goden uduelig, kunne hans tilhængere blot vælge en anden.
I det 12. og 13. århundrede begyndte de mægtigste goder at samle stor rigdom og underlægge sig de mindre godedømmer. Det er muligvis en årsag til borgerkrigen.

## Forløb

### Begyndelsen
Sturlungatiden begyndte i år 1208 eller 1220, da Snorri Sturluson, høvding af Sturlung-klanen og en af de store forfattere af islandske sagaer, blev vasal af Kong Håkon af Norge. Kongen ønskede, at Snorre hjalp ham med at bringe Island under norsk overherredømme. Snorre vendte hjem til Island, og omend han snart blev landets mest magtfulde høvding, gjorde han ikke meget for at udføre kongens ønske. Det vides ikke om Snorres passivitet skyldtes modvilje, eller at sagen var håbløs.
I 1235 blev også Snorres nevø Sturla Sighvatsson den norske konges vasal. Sturla var langt mere effektiv end sin onkel. Han sendte sin onkel til Norge og begyndte at bekrige goder, som nægtede at opfylde den norske konges krav. Men Sturla og hans far Sighvatur blev grundigt nedkæmpet af Gissur Þorvaldsson, høvding af Haukdælir-klanen, og Kolbeinn den yngre, høvding af Ásbirning-klanen, i Örlygsstaðir i Skagafjörður. Slaget ved Örlygsstaðir var den største væbnede konflikt i Islands historie. Sturla Sighvatsson) havde 1000 bevæbnede mænd og Kolbeinn den yngre havde 1200 bevæbnede mænd. Mere end 50 blev dræbt i slaget. Efter Sturlungernes knusende nederlag blev Gissur og Kolbeinn de mest magtfulde høvdinge i landet.
Snorri Sturluson vendte hjem til Island efter at være faldet i unåde hos den norske konge på grund af sin støtte til Jarl Skúlis kupforsøg. Gissur Þorvaldsson, der også var vasal af den norske konge, fik ordre til, at Snorre skulle dræbes. I 1241 drog Gissur med sine mænd til Snorres hjem og myrdede ham.

### Þórður kakali skaber problemer
Et år senere vendte Þórður kakali Sighvatsson (øgenavnet kakali betyder antagelig "den stammende", søn af Snorres bror Sighvatur) hjem til Island. Han havde grund til søge hævn, da hans far og brødre blev dræbt i Slaget ved Örlygsstaðir. Han viste sig snart som en stor leder og taktiker. Fire år senere endte Ásbirningernes styre reelt efter hårde kampe mod Þórður. Både Slaget ved Húnaflói i 1244 (det eneste søslag i Islands historie med islændinge på begge sider) og Slaget ved Haugsnes i 1246 (det blodigste slag i Islands historie med omkring 110 dræbte) stod i denne periode.
Þórður kakali og Gissur Þorvaldsson bekæmpede ikke hinanden. Begge var vasaller af kongen af Norge, og de lod ham mægle i deres indbyrdes tvister. Kongens afgørelse faldt ud til Þórðurs fordel, og mellem 1247 og 1250 regerede Þórður næsten enerådigt Island. Han døde i Norge seks år senere.

### Gissur vender tilbage og fristaten ophører
I 1252 sendte kongen Gissur til Island. Det var tilhængerne af Þórður kakali utilfredse med, og de forsøgt at dræbe ham ved at sætte ild til hans bolig i Flugumýri i Skagafjörður: (Flugumýrarbrenna "brandstiftelsen i Flugumýri"). På trods af sin indflydelse og magt fandt Gissur ikke ud af, hvem der stod bag brandstiftelsen, og kongen tvang ham tilbage til Norge i 1254 for at udtrykke sin misbilligelse over Gissurs svigtende evne til at bringe Island under den norske trone.
Mindre konflikter fortsatte over hele Island. Gissur fik titel af jarl og blev sendt hjem for at forhandle. Kun efter at kongen sendte sin særlige udsending, Hallvarður gullskór, lod islændingene sig underkaste den norske kongemagt. Den islandske fristat ophørte med underskrivelsen af Gamli sáttmáli ("Den gamle pagt") i 1264.

## References
1. ↑  Karlsson, Gunnar (2000). The History of Iceland. s. 80.

- Björn Þorsteinsson: Íslensk miðaldasaga, 2. útg., Sögufélagið, Rvk. 1980.
- Byock, Jesse L.: Medieval Iceland: Society, Sagas, and Power, University of California Press, USA 1990.
- Gunnar Karlsson: “Frá þjóðveldi til konungsríkis", Saga Íslands II, ed. Sigurður Líndal, Hið íslenzka bókmenntafélag, Sögufélagið, Reykjavík 1975.
- ”Goðar og bændur”, s. 5-57, Saga X, Sögufélagið, Reykjavík 1972.
- Vísindavefurinn: Hvað var Sturlungaöld? Arkiveret 7. februar 2012 hos  Wayback Machine